# Universität Chiang Mai

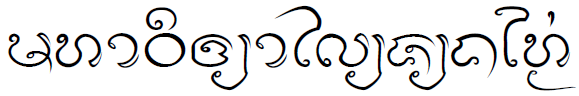
„Universität Chiang Mai“ in Lan-Na-Schrift

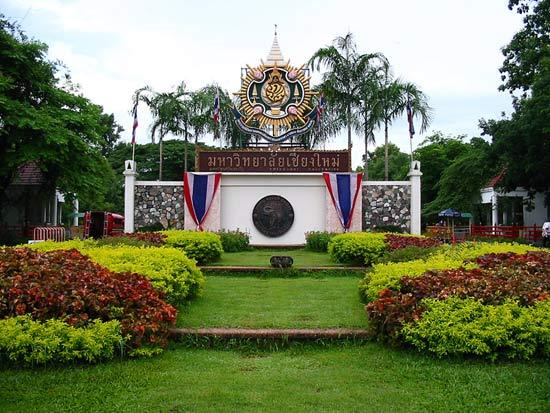
Haupteingang der Universität Chiang Mai

Die Universität Chiang Mai (thailändisch มหาวิทยาลัยเชียงใหม่, RTGS: Mahawitthayalai Chiang Mai; englisch Chiang Mai University, kurz: CMU) ist die wichtigste öffentliche Universität in Nord-Thailand.
Heute hat die Universität Chiang Mai 17 Fakultäten mit insgesamt 107 Departments und eine Graduiertenschule. Etwa 25.000 Studenten können sich in mehr als 250 Studiengänge einschreiben, dazu zählen auch zwei internationale Bachelor und achtzehn internationale Master- und Promotionsstudiengänge. Die internationalen Studiengänge werden in englischer Sprache abgehalten und in Sozialkunde, Medizin sowie Wissenschaften und Technologie angeboten. Präsident der Hochschule ist Pongsak Angkasith.
Die Universität ist Mitglied im ASEAN-Universitäts-Netzwerk.

## Geschichte
Die Universität Chiang Mai war das erste tertiäre Bildungsinstitut im Norden Thailands und zugleich die erste Universität außerhalb der Hauptstadt Bangkok. Die Universität wurde im Januar 1964 mit drei Fakultäten für Wissenschaften, Sozialkunde und Geisteswissenschaft gegründet.

## Fakultäten

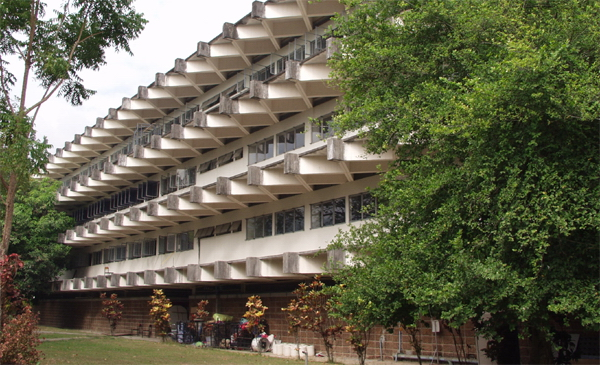
Fakultät für Ingenieurwissenschaft

Die Universität Chiang Mai hat derzeit 20 Fakultäten und ein College mit 95 Bachelor-Studiengängen, 135 Master-Studiengängen, 45 Promotionsstudiengängen und 41 weitere Graduiertenstudiengängen. Von allen Studiengängen sind 22 internationale Programme.
Fakultäten:
- Fakultät für Landwirtschaft
- Fakultät für Agrarindustrie
- Fakultät für Architektur
- Fakultät für Heilkunde
- Fakultät für Betriebswirtschaft
- Fakultät für Zahnheilkunde
- Fakultät für Wirtschaft
- Fakultät für Pädagogik
- Fakultät für Ingenieurwissenschaft
- Fakultät für die Schönen Künste
- Fakultät für Geisteswissenschaft
- Fakultät für Medizin
- Fakultät für Krankenpflege
- Fakultät für Pharmazie
- Fakultät für Naturwissenschaften
- Fakultät für Sozialkunde
- Fakultät für Veterinärmedizin
- Fakultät für Massenkommunikation
- College für Kunst, Medien und Technologie

## Campus

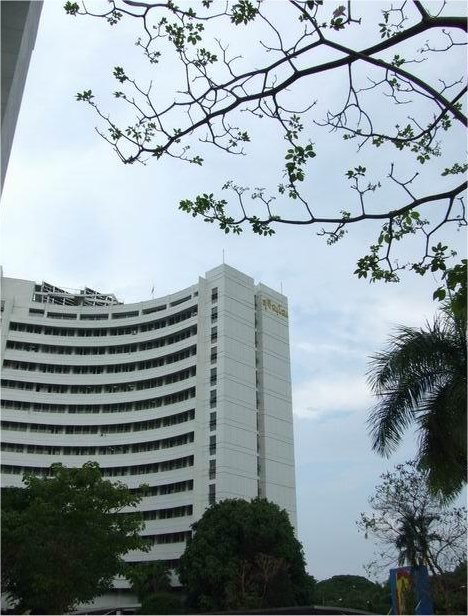
Fakultät für Medizin

Die Universität Chiang Mai hat vier Campus, die zusammen etwa 249 Hektar umfassen.
Der zentrale Campus liegt etwa fünf Kilometer westlich des Stadtzentrums von Chiang Mai unterhalb des Berges Doi Suthep. An drei Seiten wird er von Geschäftsstraßen gesäumt, an der vierten Seite befindet sich der Zoo von Chiang Mai. Da sich hier in den 1960er Jahren noch ursprünglicher Wald befand und man auf Umweltschutz Wert legte, wurden die Universitätsgebäude zwischen die Bäume gebaut, so dass heute ein beschaulicher Eindruck vorherrscht. Etwas näher zum Stadtzentrum liegt der Komplex für Medizin, wo die Fakultäten für Medizin, Zahnheilkunde, Krankenpflege und Pharmazie zusammengefasst sind. Hier steht auch das Krankenhaus Maharat Nakon Chiang Mai, von den Einheimischen Suan Dok genannt.
Etwa fünf Kilometer südlich vom Zentrum der Universität liegt der Campus Mae Ha, wo sich die Fakultäten für Veterinärmedizin und für die Agrarindustrie befinden.
Die neueste Erwerbung der Universität Chiang Mai ist der Campus Lamphun Sri Bua Baan in der Provinz Lamphun. Dieser Campus liegt etwa 55 Kilometer südlich des Hauptgeländes nahe am Industriezentrum von Lamphun. Er umfasst mehr Fläche als die anderen Campus zusammen und wird gegenwärtig (2008) ausgebaut. Hier entstehen weitere Forschungs- und Lehreinrichtungen für Krankenpflege, Architektur, Ingenieurwissenschaften, Geisteswissenschaft, Sozialkunde, Agrarindustrie, Landwirtschaft, Pharmazie, Veterinärmedizin, Naturwissenschaften und für die Graduiertenschule.

## Veröffentlichungen
Seit 2002 bringt die Universität Chiang Mai das Chiang Mai University Journal heraus, das zweimal im Jahr erscheint und Originalbeiträge zu Naturwissenschaften, Technik und Geisteswissenschaft in englischer Sprache enthält. Im Jahr 2007 wurde die Zeitschrift in zwei getrennte Schwesterpublikationen aufgespalten (siehe unter Weblinks):
- Chiang Mai University Journal of Natural Sciences
- Chiang Mai University Journal of Social Sciences and Humanities

## Persönlichkeiten
Dozenten
- Hans Penth (1937–2009), deutscher Historiker (Geschichte von Lanna)
- Nidhi Eoseewong (* 1940), Historiker
- Günter Faltin (* 1944), Ökonom

Absolventen
- Suthep Thaugsuban (* 1949), Politikwissenschaft; Generalsekretär der Demokratischen Partei (2005–2011), stellvertretender Ministerpräsident (2008–2011), Anführer der politischen Proteste 2013/14
- Krisana Kraisintu (* 1952), Pharmazie; Forscherin auf dem Gebiet der AIDS-Therapie
- Apirak Kosayodhin (* 1961), Ernährungswissenschaft und Lebensmitteltechnologie; von 2004 bis 2008 Gouverneur von Bangkok
- Yingluck Shinawatra (* 1967), Politikwissenschaft; Ministerpräsidentin von Thailand (2011–2014).

## Ranking
Im QS World University Ranking 2013 zählt die Universität Chiang Mai in fast allen Fächergruppen zu Thailands führenden Universitäten. In Geschichte, Mathematik sowie Agrar- und Forstwissenschaft belegte sie den zweiten Platz. In letzterem Bereich gehörte sie sogar zu den 100 führenden Universitäten der Welt.